# Amacha

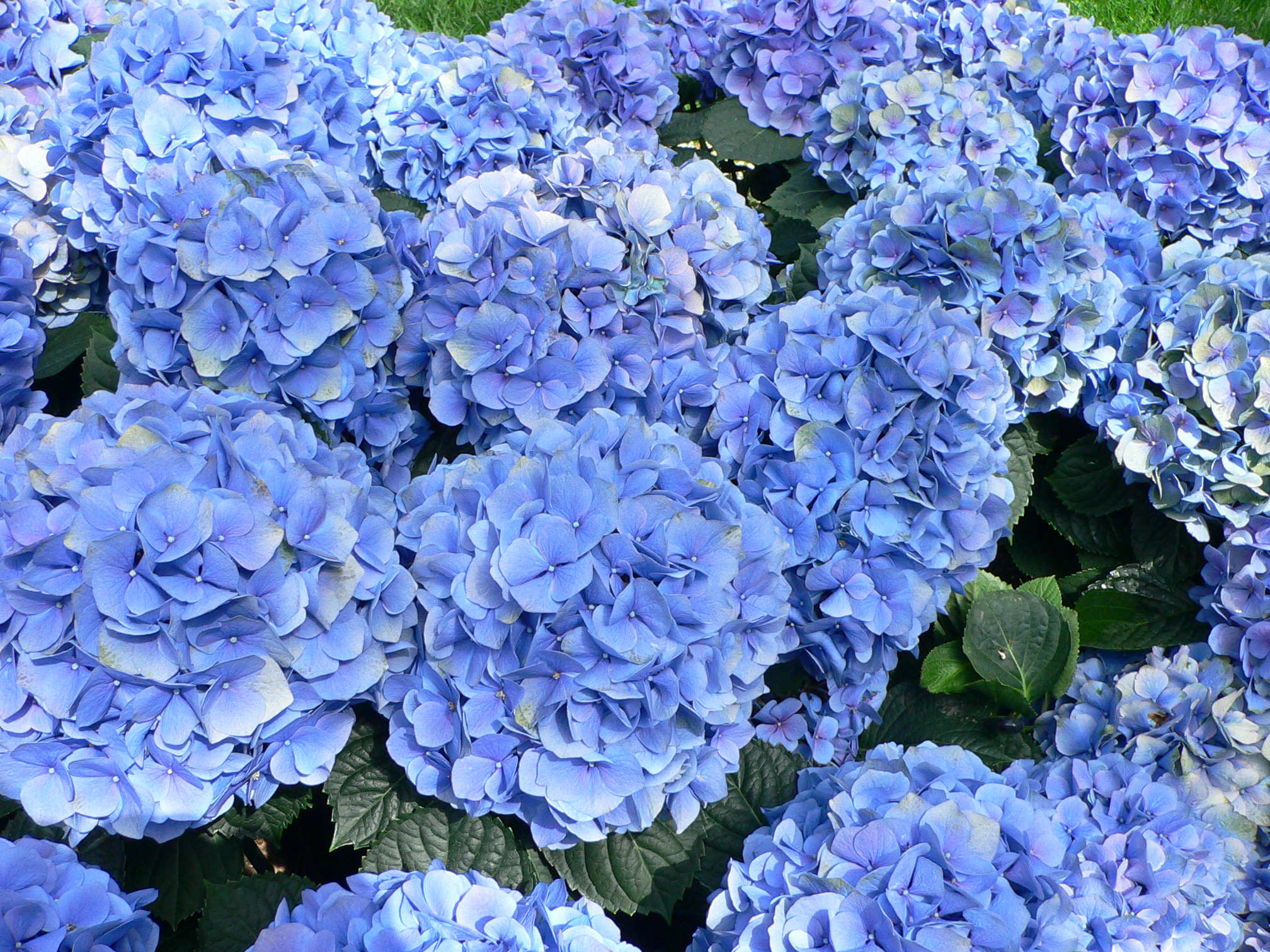
Hydrangea macrophylla

L'Amacha (甘茶, [amat͡ɕa]) è una tisana giapponese a base di foglie fermentate di Hydrangea macrophylla var. thunbergii. Il nome deriva dai caratteri giapponesi dolce (甘 い, [amai]) e tè (茶, [t͡ɕa]). Amacha significa quindi tè dolce.
Questo tè contiene tannino e fillodulcina, un dolcificante 400-800 volte più dolce dello zucchero da tavola (saccarosio) o 2 volte più dolce della saccarina. Non contiene caffeina. La bevanda è accreditata con proprietà antiallergiche. Viene anche usata nella prevenzione della periodontite.
Questo tè è spesso usato nelle cerimonie per celebrare il compleanno del Buddha, nel buddhismo giapponese l'8 aprile. In tale occasione, i giapponesi versano amacha su piccole statue di Buddha decorate con fiori, come se facessero il bagno a un neonato.